# Impasse de la Grosse-Bouteille
 (août 2021).
Si vous disposez d'ouvrages ou d'articles de référence ou si vous connaissez des sites web de qualité traitant du thème abordé ici, merci de compléter l'article en donnant les références utiles à sa vérifiabilité et en les liant à la section « Notes et références ».
L'impasse de la Grosse-Bouteille est une voie du 18e arrondissement de Paris, en France.

## Situation et accès
L'impasse de la Grosse-Bouteille est une voie publique située dans le 18e arrondissement de Paris. Elle débute au 67, rue du Poteau.

## Origine du nom

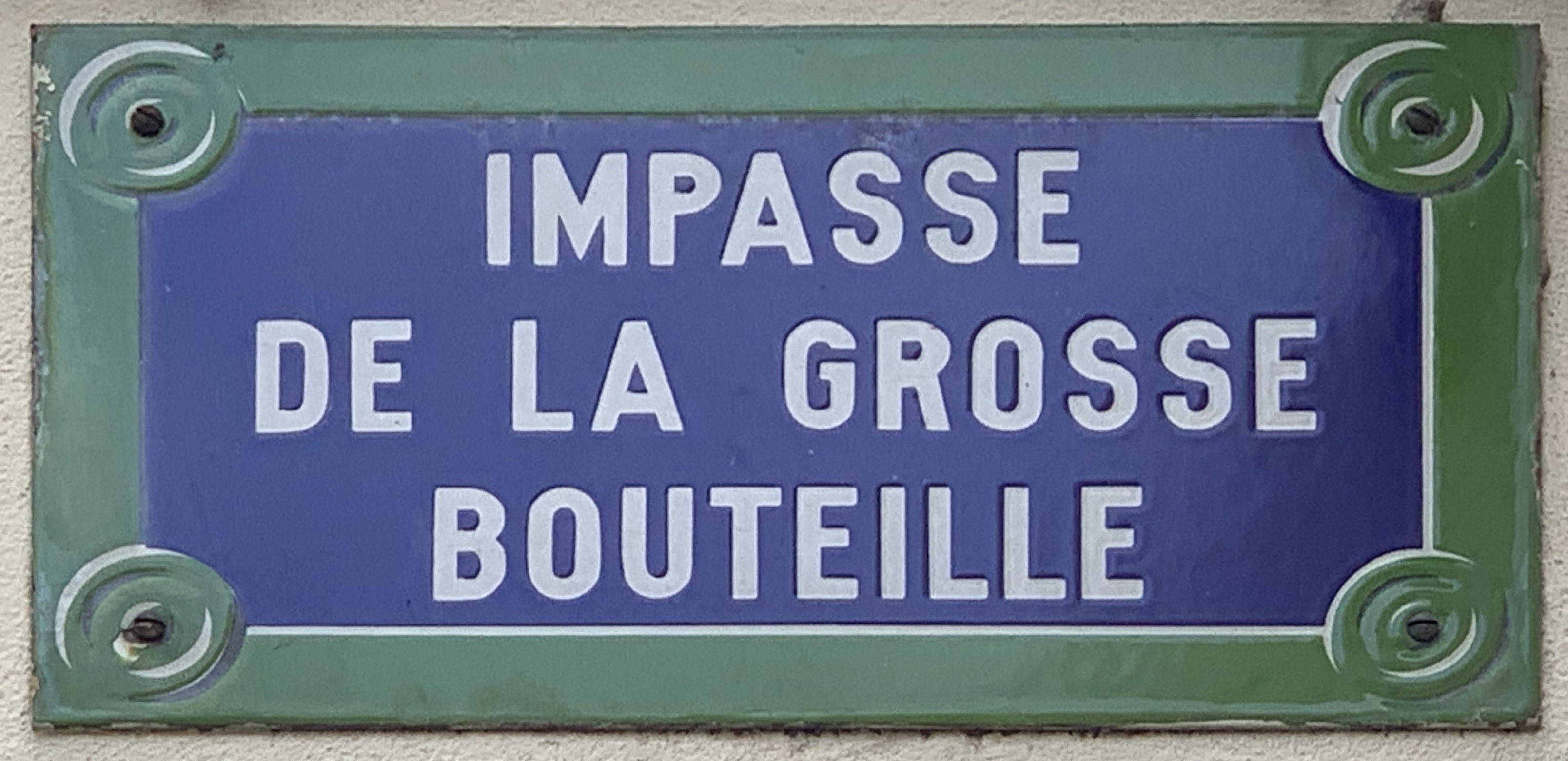
Plaque de l'impasse.

Ce nom lui vient d'une enseigne de marchand de vins À la grosse bouteille.

## Historique
Cette voie, située dans l'ancienne commune de Montmartre jusqu'en 1860, est ouverte en 1827.
L'impasse a été classée dans la voirie de Paris par arrêté municipal du 16 juillet 1993. 